# Thierry Fidjeu
Thierry Fidjeu-Tazemeta (Duala, 10 de octubre de 1982) es un exfutbolista profesional camerunés que jugaba como delantero. Durante los 23 años que estuvo activo militó en las ligas de Camerún, Malta, Turquía, Francia, Tailandia y Austria, en donde más tiempo jugó y formó una familia (su hijo representa actualmente a Austria en categorías inferiores). Aunque llegó a ser internacional absoluto con la selección de Guinea Ecuatorial, más tarde la Confederación Africana de Fútbol lo declaró inelegible.

## Selecciones
En el año 2001 jugó 2 partidos amistosos con la selección de fútbol sub-20 de Camerún. Para el año 2011 es reclutado por la Selección de fútbol de Guinea Ecuatorial junto a varios jugadores brasileños y colombianos. En total con la Selección de fútbol de Guinea Ecuatorial ha militado en 16 partidos en los que anotó 2 goles, entre 2011 y 2014.

## Clubes
| Club                  | País      | Año       |
| --------------------- | --------- | --------- |
| Union Douala          | Camerún   | 1998      |
| Camrail FC            | Camerún   | 1998      |
| PMUC Douala           | Camerún   | 1999–2001 |
| Union Douala          | Camerún   | 2002–2004 |
| Xewkija Tigers        | Malta     | 2004–2005 |
| SV Horn               | Austria   | 2005–2006 |
| SC Schwanenstadt      | Austria   | 2006      |
| Austria Kärnten       | Austria   | 2007      |
| FC Pasching           | Austria   | 2007      |
| Maccabi Netanya       | Israel    | 2008–2009 |
| Diyarbakırspor        | Turquía   | 2010      |
| Konyaspor             | Turquía   | 2010–2011 |
| Austria Klagenfurt    | Austria   | 2012      |
| SV Horn               | Austria   | 2013      |
| Thai Port             | Tailandia | 2014      |
| Saint-Colomban        | Francia   | 2014      |
| USJA Carquefou        | Francia   | 2015      |
| Valletta              | Malta     | 2015      |
| Xewkija Tigers        | Malta     | 2016      |
| USV Hartberg-Umgebung | Austria   | 2016–2018 |
| Anger                 | Austria   | 2018      |
| USV Hofkirchen        | Austria   | 2019–2021 |